# Ormosia paxilla
Ormosia paxilla är en tvåvingeart som beskrevs av Alexander 1957. Ormosia paxilla ingår i släktet Ormosia och familjen småharkrankar. Inga underarter finns listade i Catalogue of Life.